# Pedaeosaurus
Pedaeosaurus is een geslacht van uitgestorven therocephalide therapsiden. Er zijn fossielen gevonden in de Fremouw-formatie in de zuidelijke Transantarctische bergen van Antarctica.
De typesoort Pedaeosaurus parvus werd in 1981 benoemd door Edwin H. Colbert en James William Kitching. De geslachtsnaam is afgeleid van het Grieks πέδη, 'voetkluister'. De soortaanduiding betekent 'de kleine' in het Latijn.
Het holotype is AMNH 9548, een skelet met schedel en onderkaken, gevonden op de Kitching Ridge, in een laag die dateert uit het Anisien.
Pedaeosaurus is van oudsher geclassificeerd als een scaloposauride en meer recentelijk als een ericiolacertide die nauw verwant is aan Ericiolacerta (ook van de Fremouw-formatie).